# Acer conspicuum
Acer conspicuum är en kinesträdsväxtart som beskrevs av D.M. van Gelderen & H.J. Oterdoom. Acer conspicuum ingår i släktet lönnar, och familjen kinesträdsväxter. Inga underarter finns listade i Catalogue of Life.